# Copacabana (musikalbum)
Copacabana är ett studioalbum från 1979 av det svenska dansbandet Sten & Stanley. Några låtar är på engelska.

## Låtlista
1. Copacabana (At the Copa)
2. En gång i somras (Holländskt original)
3. Tro vad du vill
4. Olé o'Cangaceiro
5. Hey boogie-tjej
6. Le Freak (amerikanskt original av Chic)
7. Funnes det ord (Symfoni nr 3 C-moll op 78 sats 2 av Camille Saint-Saens)
8. Hallå Hawaii
9. Finns det en himmel (Too much Heaven)
10. Sh-boom
11. Skateboard ooh-ah-ah (tyskt original av Benny Schneier)
12. Disco Tango